# Heidemann Glacier
Heidemann Glacier är en glaciär i Antarktis. Den ligger i Östantarktis. Nya Zeeland gör anspråk på området. Heidemann Glacier ligger 265 meter över havet.
Terrängen runt Heidemann Glacier är kuperad västerut, men österut är den platt. Trakten är obefolkad. Det finns inga samhällen i närheten. 